# Чепешти (Олт)
Чепешти (рум. Cepești) насеље је у Румунији у округу Олт у општини Кунгреа. Oпштина се налази на надморској висини од 226 m.

## Становништво
Према подацима из 2002. године у насељу је живело 380 становника, од којих су сви румунске националности.